# Vicky Kaya

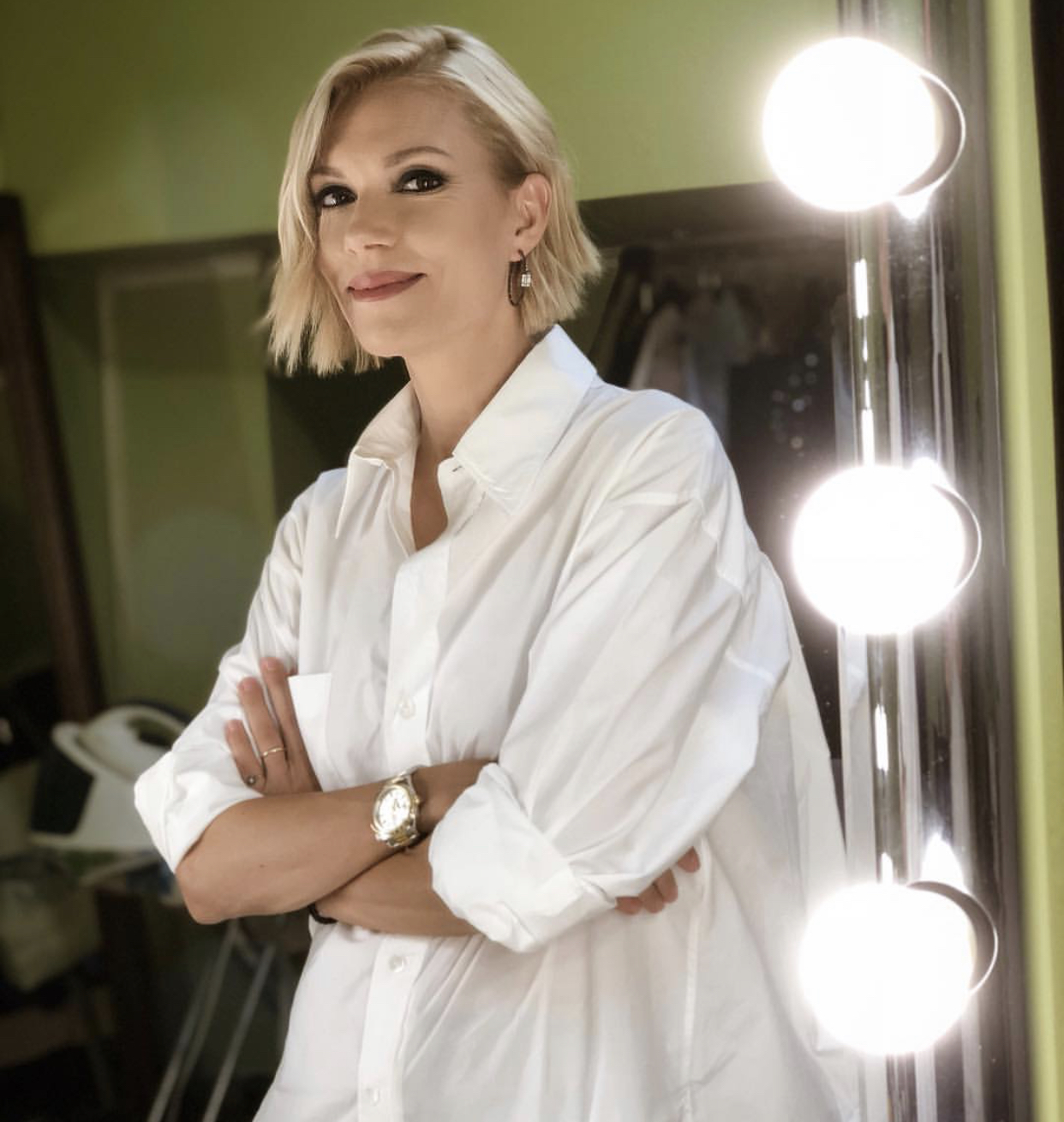
Vicky Kaya, 2018

Vicky Kaya (griechisch Βίκυ Καγιά, geboren als Vassiliki Kaya (griechisch Βασιλική Καγιά); * 4. Juli 1978 in Athen) ist ein griechisches Model und eine Moderatorin und Schauspielerin. Sie ist Gastgeberin der griechischen Ausgabe von Next Topmodel, „Greece's Next Top Model“ (GNTM).

## Leben
Vicky Kaya ist die Tochter von Alexandra Kaya und Angelos Kayas. Sie wuchs mit einem Bruder und einer Schwester in Athen auf. Schon als Teenager begann sie erfolgreich als Model zu arbeiten. Direkt nach ihrem Schulabschluss widmete sie sich dann dieser Karriere.
Kaya heiratete 2010 den Geschäftsmann Nikos Krithariotis, von dem sie sich 2013 scheiden ließ. Seit 2014 ist sie mit Ilias Krassas verheiratet. Das Paar hat zwei Kinder.

## Karriere
Kaya wurde mit 14 Jahren für die Modebranche entdeckt. Bis zu ihrem Schulabschluss arbeitete sie nur für Werbeaufnahmen. Mit 18 zog sie nach Paris und unterschrieb bei Ford Models, wo ihre internationale Karriere begann.
Als Laufstegmodel arbeitete sie unter anderem für die Designer von Chanel, Christian Dior, John Galliano, Valentino, Emanuel Ungaro, Thierry Mugler, Vivienne Westwood, Matthew Williamson und Jasper Conran. Sie war auf den Covern von  Vogue, Elle, Cosmopolitan, Marie Claire, Harpers and Queen, Madame Figaro sowie Esquire und gilt als Griechenlands bekanntestes Model. Ihre Bekanntheit stieg noch weiter, als sie nach New York zog und bei Wilhelmina Models unterschrieb.
Bekannt ist sie auch durch ihre Werbespots für Unternehmen wie Johnson & Johnson und Virginia Slims in den Vereinigten Staaten sowie in Europa  unter anderem für Dove, C&A, Schwarzkopf, Nivea und L’Oréal. 2007 gründete sie die Stiftung „Vicky and Friends“, die mit kleineren, unbekannteren Hilfsorganisationen zusammenarbeitet, um deren Arbeit zu würdigen und zu unterstützen. 
2011 gründete sie ihre eigene Mode-Schule: „Fashion Workshop by Vicky Kaya“, der sie als Direktorin vorsteht und in der sie auch selbst unterrichtet. In ihrer Mode-Schule werden die Fächer Modezeichnen, Styling und Fashion Image angeboten. Der Abschluss der Mode-Schule wird vom griechischen Erziehungsministerium anerkannt.
2009, 2010, 2018, 2019, 2020 und 2022 war sie Jurymitglied der beliebten Realityshow „Greece's Next Top Model“ (GNTM). Sie moderierte zusätzlich die Fernsehsendungen „Shopping Stars“ und „Dancing With The Stars“.
Kaya gilt in Griechenland als eine der wichtigsten Stilikonen.

## Auszeichnungen
Vicky Kaya wurde 2005 in Griechenland zum Model des Jahres gewählt (Μοντέλο της Χρονιάς).

## Filmografie
- 2005 Σειρήνες στο Αιγαίο (Sirenen in der Ägäis)
- 2007 Γοργόνες (Meerjungfrauen)
- 2011 Οι Σειρήνες στη στεριά (Sirenen an Land)
- 2014 Μοντέρνα Οικογένεια (Moderne Familie)